# Ilias Fifa
Ilias Fifa (ur. 16 maja 1989 w Tangerze) – marokański lekkoatleta specjalizujący się w biegach długich. Od lipca 2015 roku reprezentuje Hiszpanię.
W 2015 uczestnik światowego czempionatu w Pekinie, gdzie zakończył zmagania w eliminacjach biegu na 5000 metrów oraz piąty zawodnik mistrzostw Europy w biegach przełajowych, a także zdobył tam z kolegami z reprezentacji złoty medal w drużynie. Mistrz Europy z Amsterdamu (2016) i debiutant na igrzyskach olimpijskich w Rio de Janeiro w tym samym roku.

## Osiągnięcia
| Rok  | Impreza                                   | Miejsce         | Konkurencja           | Lokata      | Wynik    |
| ---- | ----------------------------------------- | --------------- | --------------------- | ----------- | -------- |
| 2015 | Mistrzostwa świata                        | Pekin           | bieg na 5000 metrów   | eliminacje  | 13:28,29 |
| 2015 | Mistrzostwa Europy w biegach przełajowych | Hyères          | bieg seniorów         | 5. miejsce  | 30:02    |
| 2016 | Mistrzostwa Europy                        | Amsterdam       | bieg na 5000 metrów   | 1. miejsce  | 13:40,85 |
| 2016 | Igrzyska olimpijskie                      | Rio de Janeiro  | bieg na 5000 metrów   | eliminacje  | 13:30,23 |
| 2016 | Mistrzostwa Europy w biegach przełajowych | Chia            | bieg seniorów         | 6. miejsce  | 28:19    |
| 2017 | Mistrzostwa świata                        | Londyn          | bieg na 5000 metrów   | eliminacje  | 13:47,90 |
| 2023 | Puchar Europy w biegu na 10 000 metrów    | Pacé            | indywidualnie         | 3. miejsce  | 28:12,62 |
| 2024 | Mistrzostwa ibero-amerykańskie            | Cuiabá          | bieg na 10 km         | 1. miejsce  | 29:41    |
| 2024 | Mistrzostwa Europy                        | Rzym            | bieg na 10 000 metrów | 11. miejsce | 28:14,10 |
| 2025 | Mistrzostwa Europy w biegach ulicznych    | Bruksela/Leuven | bieg na 10 kilometrów | 13. miejsce | 28:32    |

## Rekordy życiowe
- Bieg na 3000 metrów (stadion) – 7:40,55 (2017)
- Bieg na 3000 metrów (hala) – 8:06,56 (2012)
- Bieg na 5000 metrów (stadion) – 13:05,61 (2015)